# Oobunus schizops
Genre
Espèce
Oobunus schizops, unique représentant du genre Oobunus, est une espèce d'opilions eupnois de la famille des Sclerosomatidae.

## Distribution
Cette espèce est endémique du Japon.

## Publication originale
- Kishida, 1930 : « Notes on a remarkable form of Japanese harvesters. » Lansania, vol. 2, no 14, p. 61-64.